# 上海天佑医院

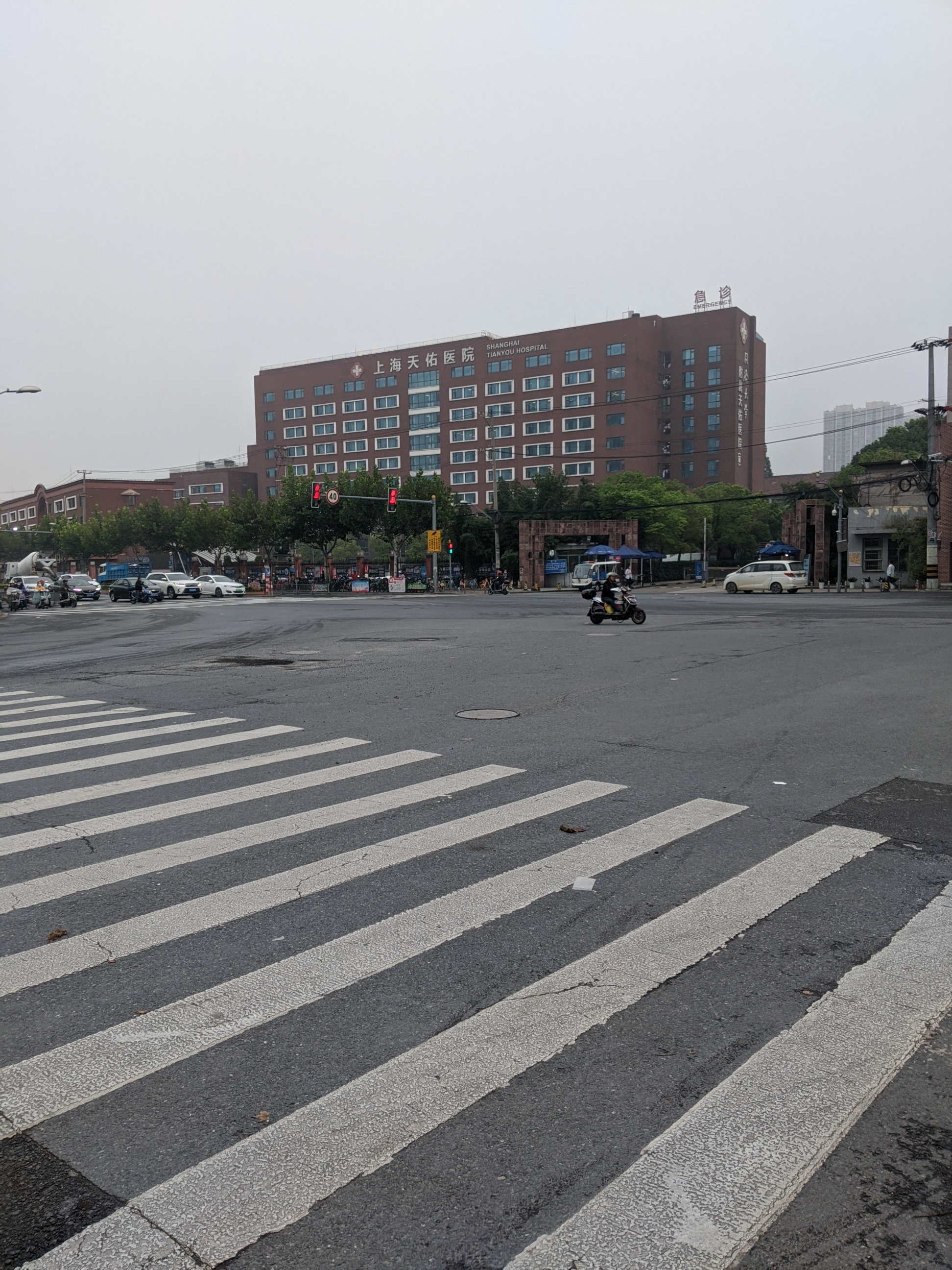
攝於交通路真南路路口

上海天佑医院，是同济大学引进社会资本建立的一家综合性医院，位于上海市普陀区真南路528号，由上海市卫生健康委员会审批，登记号PDY10306X31010719A1002，目前为未定级。
始建于2013年，以同济大学以“天佑楼”为主体建设（天佑楼是原上海铁道大学的建造教学楼，为纪念中国铁路之父詹天佑而得名；于2000年并入同济大学）。2015年3月30日上海天佑医院正式成立。正在筹建为“同济大学附属天佑医院”中。。